# Зоран Даниловић
Зоран Даниловић (Београд 16. мај 1964) српски је писац.

## Биографија
Зоран Даниловић је рођен 16. маја 1964. године у Београду. Завршио је основну школу „Старина Новак“, затим Пету београдску гимназију, и потом Рударско-геолошки факултет Универзитета у Београду. Године 1990. одлази у Јужноафричку Републику, где живи и ради до 2001. а потом се враћа у Србију, где живи са супругом Аном, сином Игором и ћерком Тамаром.
Свој трећи роман „Део афричког неба“, написао је по догађајима који су се догодили за време његовог боравка у Јужноафричкој Републици.

## Књиге
- Преко километар до дна
- Ејтана
- Део афричког неба[4]